# Франсис Лоренс
Франсис Лоренс (енгл. Francis Lawrence; Беч, 26. март 1971) амерички је филмски редитељ и продуцент.

## Биографија
Рођен је 26. марта 1971. године у Бечу. Отац му је био теоретски физичар који је предавао на Калифорнијсом државном универзитету у Нортриџу, а мајка потпредседница за технологију у агенцији за односе са јавношћу са седиштем у његовом родном граду. Са четири године се преселио у Лос Анђелес.

## Филмографија
| Година | Српски назив                                | Изворни назив | Дистрибутер |
| ------ | ------------------------------------------- | ------------- | ----------- |
| 2005.  | Константин                                  |               |             |
| 2007.  | Ја сам легенда                              |               |             |
| 2011.  | Вода за слонове                             |               |             |
| 2013.  | Игре глади: Лов на ватру                    |               |             |
| 2014.  | Игре глади: Сјај слободе — 1. део           |               |             |
| 2015.  | Игре глади: Сјај слободе — 2. део           |               |             |
| 2018.  | Издаја                                      |               |             |
| 2022.  | Земља сна                                   |               |             |
| 2023.  | Игре глади: Балада о птици певачици и змији |               |             |
| 2026.  | Игре глади: Освит дана жетве                |               |             |